# Dioptinae
Dioptinae is een onderfamilie van de motfamilie Notodontidae. De Dioptinae zijn een bijna uitsluitend neotropische groep van dagvliegende motten, waarvan er vele een felle vleugelkleuring vertonen. Ze bootsen ook ringen na van vlinders en motten uit de onderfamilies Sterrhinae en Arctiinae. De onderfamilie werd vroeger in een aparte familie (Dioptidae) geplaatst. 

## Kenmerken
De meeste Dioptinae leven overdag en hebben felle kleuren die aangeven dat ze giftig of oneetbaar zijn. Het zijn vrij slanke, kortharige vlinders die doen denken aan bepaalde beervlinders (Arctiidae) of bloeddrupjes (Zygaenidae). De antennes van het mannetje zijn geveerd. In tegenstelling tot de meeste andere tandvlinders voeden de larven zich met kruiden, vaak met giftige soorten zoals het passiebloemgeslacht (Passiflora). 
Dioptinae zijn onderverdeeld in twee subgroepen: 
- Josiini leven allemaal overdag en gekleurd in geel of rood en zwart
- Dioptini leven overdag of 's nachts kunnen een breed scala aan kleuren hebben.

De larven zijn slank, cilindrisch, bijna naakt en met enkele korte borstelharen.

## Voorkomen
Ze leven alleen in Amerika, waarvan de meeste van de ca. 400 bekende soorten in Zuid-Amerika.

## Geslachten
Het kent de volgende geslachten:
- Stam Josiini Miller & Otero, 1994
  - Caribojosia
  - Ephialtias
  - Getta
  - Josia
  - Lyces
  - Notascea
  - Phavaraea
  - Phintia
  - Polyptychia
  - Proutiella
  - Scea
- Stam Dioptini Minet, 1983
  - Anticoreura
  - Argentala
  - Brachyglene
  - Cacolyces
  - Chrysoglossa
  - Cleptophasia
  - Dioptis
  - Dolophrosyne
  - Erbessa
  - Eremonidia
  - Eremonidiopsis
  - Euchontha
  - Hadesina
  - Isostyla
  - Momonipta
  - Monocreagra
  - Nebulosa
  - Oricia
  - Pareuchontha
  - Phaeochlaena
  - Phanoptis
  - Phryganidia
  - Pikroprion
  - Polypoetes
  - Pseudoricia
  - Sagittala
  - Scotura
  - Scoturopsis
  - Stenoplastis
  - Tithraustes
  - Xenomigia
  - Xenorma
  - Xenormicola
- Ongeplaatst
  - ‘‘Thirmida’’ venusta